# Onthophagus kiyoshii
Onthophagus kiyoshii là một loài bọ cánh cứng trong họ Bọ hung (Scarabaeidae).